# Kalkan
Kalkan ist ein touristisch erschlossener Ort im Bezirk Kaş der Provinz Antalya in der Südtürkei. Er liegt ca. 27 km westlich von Kaş am Mittelmeer, am Fuße des Taurusgebirges.

## Tourismus
Kalkan ist neben Kaş der einzige Ort zwischen Fethiye und Antalya, in dem noch in größerem Umfang Fischfang betrieben wird. Ab 1980 wurde der Ort touristisch erschlossen.
In der Nähe von Kalkan befinden sich die historischen Stätten Xanthos, Letoon und Patara. Diese sind neben der Blauen Grotte, Kaputaş Beach und Saklıkent (Tlos) beliebte Ausflugsziele.

## Geschichte
Vor 1920 lebten überwiegend Griechen in Kalkan. Der griechische Name der Stadt war Kalamaki. Mit dem Vertrag von Lausanne aus dem Jahre 1923 mussten alle Griechen die Stadt verlassen. Einige zogen auf die griechische Insel Kastelorizo, die meisten aber in die Umgebung Athens auf der Halbinsel Attika.

## Galerie

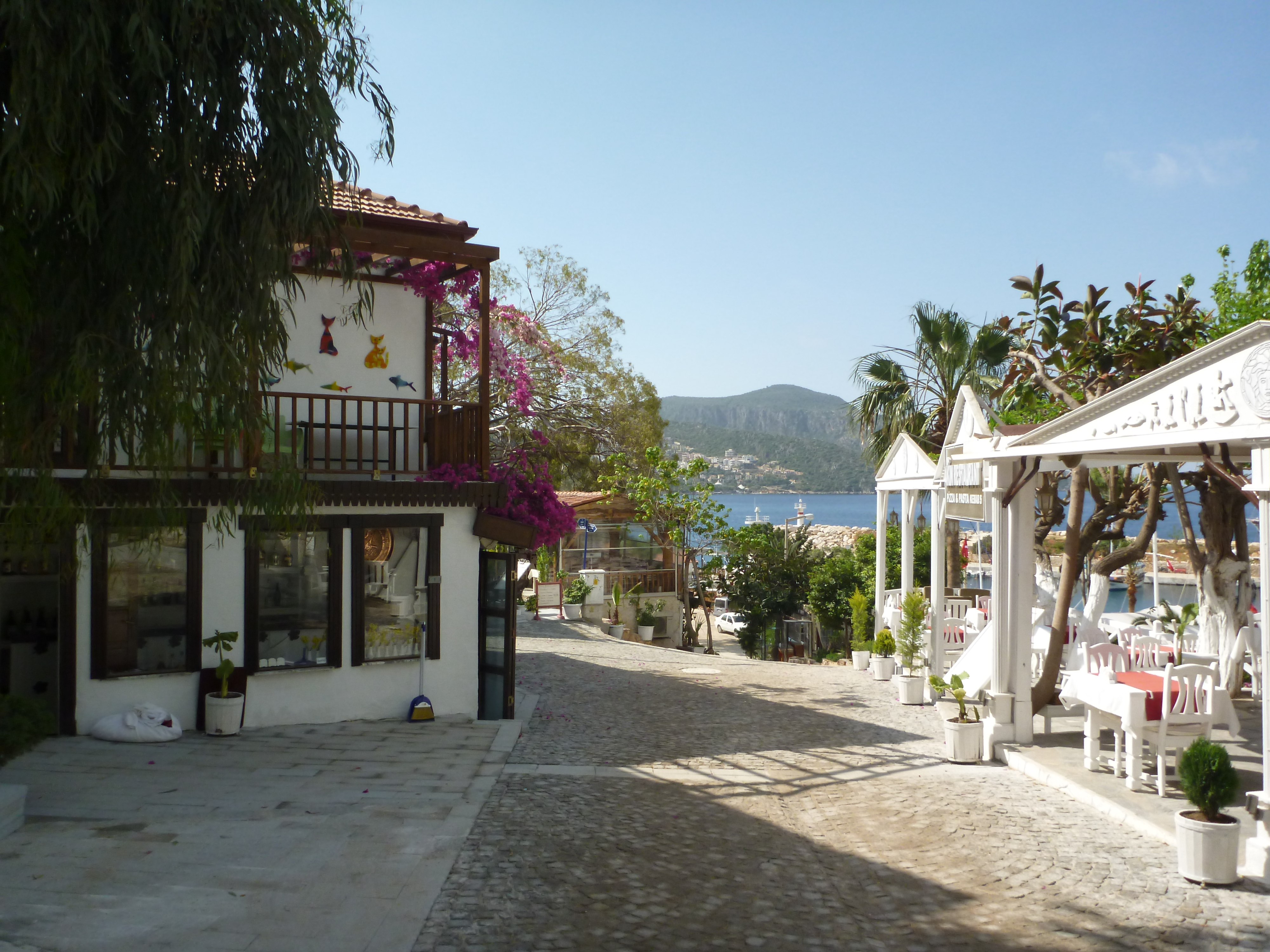
Typische Straße in Kalkan
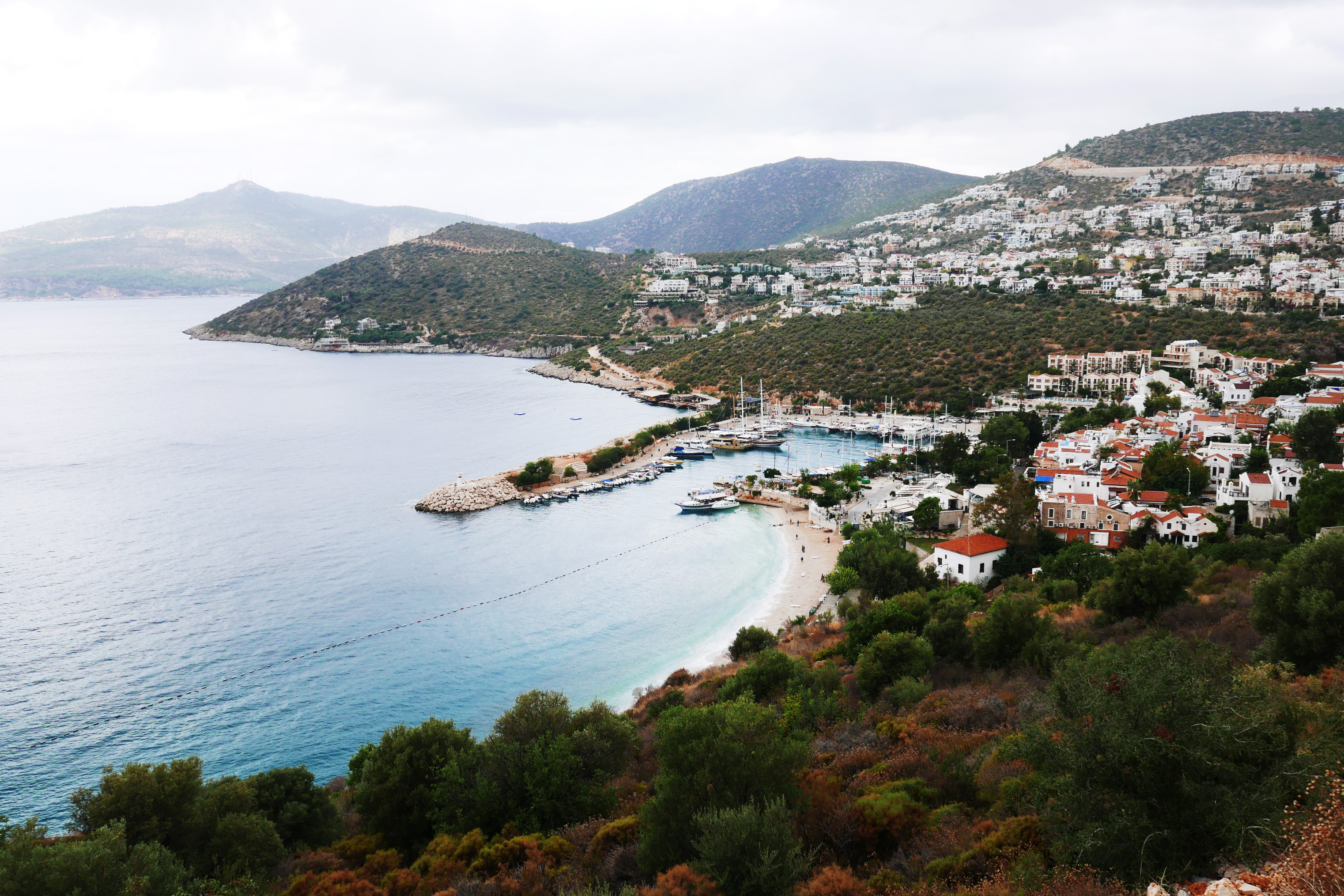
Blick auf Kalkan von der Hauptstraße nach Kaş
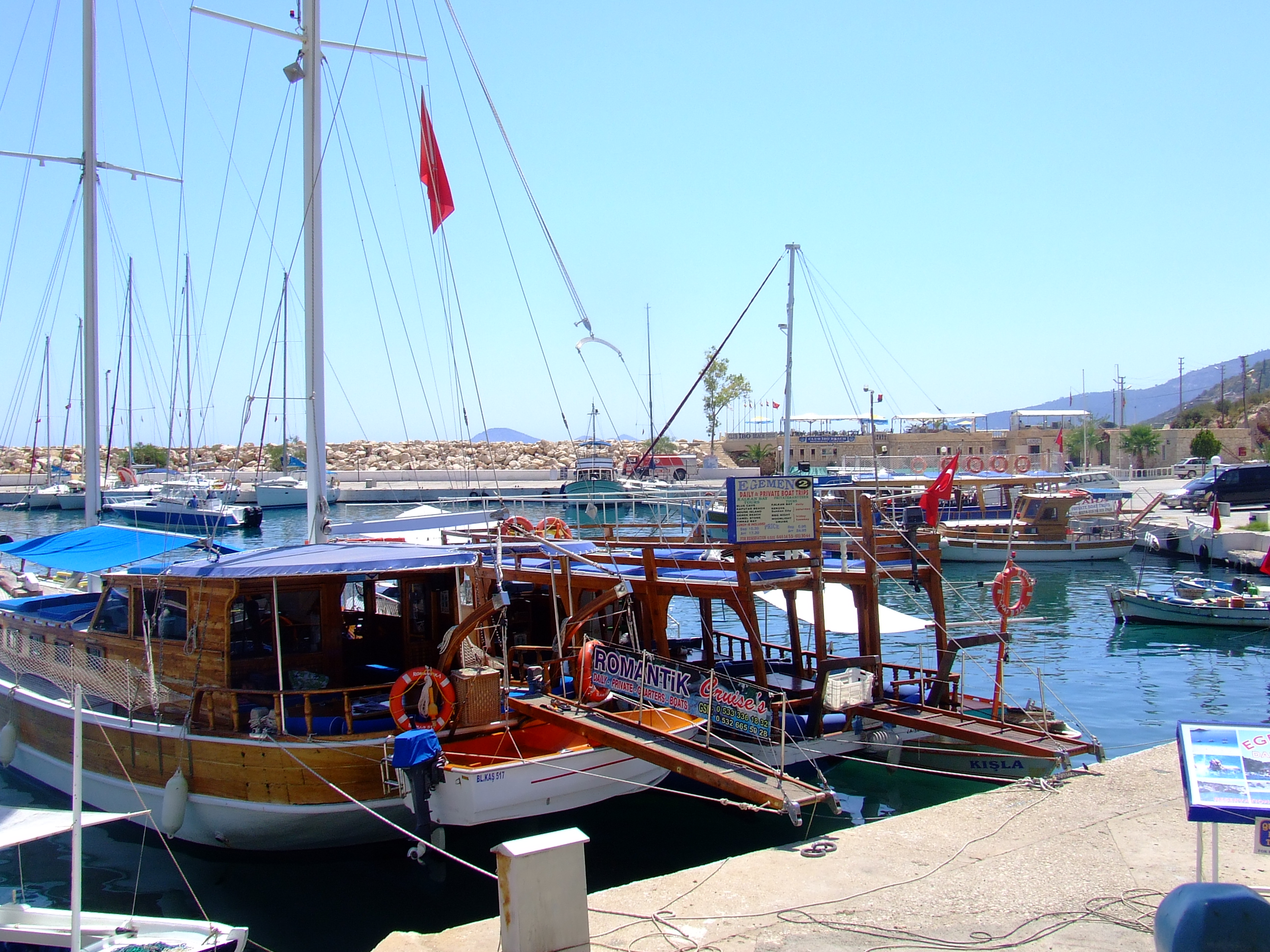
Hafen in Kalkan